# Бухвальд, Гвидо
Гви́до У́льрих Бу́хвальд (нем. Guido Ulrich Buchwald; 24 января 1961 года, Западный Берлин) — немецкий футболист и тренер. Чемпион мира (1990), получивший после этого турнира в Германии прозвище «Диего» за успешное противодействие Диего Марадоне.
В 2006 году был признан лучшим тренером Чемпионата Японии.

## Клубная карьера

### Ранние годы
Бухвальд родился в Берлине, а с 1962 года жил в Ванвайле, где также учился играть в футбол. С 16 лет он выступал за Штутгартер Кикерс в молодёжном чемпионате Германии.

### Штутгарт
Получив образование электромонтёра, Бухвальд начал свою профессиональную футбольную карьеру в 1983 году в «Штутгарте». Он сыграл в 325 играх в Бундеслиге за этот клуб, забив 28 голов. В составе команды он дважды становился чемпионом страны (1984 и 1992), причём в последнем сыграл немаловажную роль, забив в последнем матче сезона решающий гол в ворота леверкузенского «Байера» за 6 минут до конца основного времени. Бухвальд участвовал в финале Кубка Германии 1986 года и Кубка УЕФА 1989, но обе встречи «Штутгарт» проиграл.

### Урава Ред Даймондс
В 1994 году перебрался в Японию, чтобы играть в первой профессиональной лиге за «Урава Ред Даймондс». Там Бухвальд провёл три с половиной года, и играл ключевую роль в обороне клуба, привнеся истинный немецкий боевой дух команде. Он заслужил уважение как профессионального сообщества — Бухвальда дважды включали в символическую сборную лиги (1995 и 1996 года), так и болельщиков. Они собрались на домашней арене 15 октября 1997 года, чтобы проводить его на Родину, к которым Бухвальд выехал на белом коне и совершил круг почёта по стадиону. С 1994 по 1997 год он провёл 127 матчей и забил 11 голов.

### Карлсруэ
Его задачей в новом клубе «Карлсруэ» было предотвращение вылета во Вторую Бундеслигу. Он успел провести девять матчей сезона, но с поставленной целью не справился. В следующем сезоне Бухвальд провёл 31 игру во Второй Бундеслиге, не сумев помочь клубу вернуться в высший дивизион страны. После этого он завершил игровую карьеру.

## Карьера в сборной
Бухвальд провел 76 матчей за сборную, забив при этом четыре мяча и получив две жёлтые карточки. Его дебют состоялся 22 мая 1984 года в матче против Италии. После этого Бухвальд играл на Чемпионате Европы 1984 года, когда Бундестим не смогла выйти из группы. Его следующим турниром стали Олимпийские игры 1984 в Лос-Анджелесе, где Германия проиграла в четвертьфинале Югославии.
Большим разочарованием был для Гвидо стал 1986 год, когда тренер Франц Беккенбауэр не включил его в свою команду на чемпионат мира в Мексике. Однако он был частью команды, которая четыре года спустя выиграла Кубок мира в Италии. В финале Бухвальд мастерски справился с нападающим аргентинцев Марадоной, после чего в Германии его стали назвать «Диего». Но некоторые утверждают, что это прозвище он получил ещё в матче 1/8 против Голландии за серию эффектных обводок и две голевых передачи.
На чемпионате Европы 1988 года в матче против Дании он столкнулся с Флеммингом Поульсеном, результатом чего стала рваная рана. Когда её удалось зашить, он вернулся на поле, но получил растяжение паха и вынужден был покинуть турнир. Следующий европейский турнир 1992 года вовсе мог стать роковым для Бухвальда. В одном из матчей он рухнул без сознания после удара головой, повредив при этом дыхательные пути. Массажист национальной сборной Адольф Катценмайер спас ему жизнь.

## Тренерская карьера
После окончания карьеры игрока Бухвальд стал спортивным директором «Карлсруэ», который вылетел, а в следующем сезоне снова поднялся во Вторую Бундеслигу. В 2001 году он перешел в свой бывший клуб, «Штутгартер Кикерс», и занял там ту же должность. Годом позже он стал спортивным консультантом «Урава Ред Даймондс», а с 1 января 2004 года возглавил бывший клуб в качестве тренера. В дебютном сезоне команда заняла первое место во втором круге чемпионата, но по итогам, как и в следующем сезоне, оказалась лишь второй. Зато в 2005-м «Урава Редс» завоевали Кубок Императора, а в последнем матче сезона 2006 года оформили чемпионство — первое в профессиональном футболе. Всего через несколько дней команда повторила свой прошлогодний триумф в финальном матче за Кубок Императора, обыграв со счётом 1:0 клуб «Гамба Осака». В декабре Гвидо-Сан покинул тренерский пост, будучи признанным тренером года в Японии.
11 июня 2007 года Бухвальд возглавил клуб второй Бундеслиги «Алеманния» из Ахена. Он заменил Михаэля Фронцека, а контракт был рассчитан на два года. Но 26 ноября 2007 года он был уволен, после того как его команда опустилась в турнирной таблице на девятое место. В официальном сообщении причиной назвали слабое выступление команды в гостях, которому Бухвальд так и не нашёл объяснения.
Бухвальд продолжил взаимодействовать с «Уравой Редс» и размышлял над тем, чтобы в 2009 году снова поработать в Японии техническим советником, а может и возглавить команду. Однако решение клуба досрочно разорвать контракт с главным тренером Энгельсом и пригласить нового специалиста Фолькера Финке, не посоветовавшись с Бухвальдом, взбесило его. Эта история разорвала отношения японского клуба с немецким тренером. После этого в Японии он только работал консультантом Японской футбольной ассоциации.
С 1 ноября 2010 Бухвальд был членом правления «Штутгартер Кикерс», отвечающим за первую команду. Под его руководством команда сумела подняться до третьей лиги в сезоне 2011/2012. В следующем сезоне после серии поражений в ноябре 2012 года Бухвальд временно занял пост тренера, после того как тренер Дирк Шустер был отстранен от своих обязанностей. Но как только команде подыскали нового тренера — Герда Дайса, Бухвальд вернулся на свой прежний пост. После того, как 1 октября 2013 года этот тренер был уволен, Бухвальд также покинул свой пост.
В 2015 году он работал в «Штутгарте» в качестве скаута, а также специалиста по азиатскому рынку. 4 февраля 2019 Бухвальд подал в отставку со своего поста из-за внутренних разногласий с руководством.

## Достижения

### В качестве игрока
«Штутгарт»
- Победитель Бундеслиги: 1983/84, 1991/92
- Обладатель Суперкубка Германии: 1992

Сборная Германии
- Чемпионат мира: 1990

### В качестве тренера
«Урава Ред Даймондс»
- Победитель Чемпионата Японии: 2006
- Обладатель Кубка Императора: 2005, 2006
- Обладатель Суперкубка Японии: 2006

### Личные
- Символическая сборная Бундеслиги (по версии kicker): 1989/90, 1993/94[13][14]
- Символическая сборная Джей-лиги: 1995, 1996[15]
- Тренер года Джей-лиги: 2006[16]

## Статистика

### В клубе
| Выступления за клуб | Выступления за клуб | Выступления за клуб | Лига  | Лига | Кубок            | Кубок            | Кубок лиги          | Кубок лиги          | Итого | Итого |
| Сезон               | Клуб                | Лига                | Матчи | Голы | Матчи            | Голы             | Матчи               | Голы                | Матчи | Голы  |
| Германия            | Германия            | Германия            | Лига  | Лига | Кубок Германии   | Кубок Германии   | Кубок немецкой лиги | Кубок немецкой лиги | Итого | Итого |
| ------------------- | ------------------- | ------------------- | ----- | ---- | ---------------- | ---------------- | ------------------- | ------------------- | ----- | ----- |
| 1979–80             | Штутгартер Кикерс   | Вторая Бундеслига   | 33    | 1    |                  |                  |                     |                     |       |       |
| 1980–81             | Штутгартер Кикерс   | Вторая Бундеслига   | 38    | 8    |                  |                  |                     |                     |       |       |
| 1981–82             | Штутгартер Кикерс   | Вторая Бундеслига   | 38    | 5    |                  |                  |                     |                     |       |       |
| 1982–83             | Штутгартер Кикерс   | Вторая Бундеслига   | 37    | 4    |                  |                  |                     |                     |       |       |
| 1983–84             | Штутгарт            | Бундеслига          | 34    | 3    |                  |                  |                     |                     |       |       |
| 1984–85             | Штутгарт            | Бундеслига          | 15    | 4    |                  |                  |                     |                     |       |       |
| 1985–86             | Штутгарт            | Бундеслига          | 32    | 1    |                  |                  |                     |                     |       |       |
| 1986–87             | Штутгарт            | Бундеслига          | 33    | 2    |                  |                  |                     |                     |       |       |
| 1987–88             | Штутгарт            | Бундеслига          | 30    | 1    |                  |                  |                     |                     |       |       |
| 1988–89             | Штутгарт            | Бундеслига          | 30    | 1    |                  |                  |                     |                     |       |       |
| 1989–90             | Штутгарт            | Бундеслига          | 28    | 5    |                  |                  |                     |                     |       |       |
| 1990–91             | Штутгарт            | Бундеслига          | 21    | 3    |                  |                  |                     |                     |       |       |
| 1991–92             | Штутгарт            | Бундеслига          | 37    | 5    |                  |                  |                     |                     |       |       |
| 1992–93             | Штутгарт            | Бундеслига          | 33    | 1    |                  |                  |                     |                     |       |       |
| 1993–94             | Штутгарт            | Бундеслига          | 32    | 2    |                  |                  |                     |                     |       |       |
| Япония              | Япония              | Япония              | Лига  | Лига | Кубок Императора | Кубок Императора | Кубок Джей-лиги     | Кубок Джей-лиги     | Итого | Итого |
| 1994                | Урава Ред Даймондс  | J1                  | 20    | 2    | 3                | 0                | 2                   | 0                   | 25    | 2     |
| 1995                | Урава Ред Даймондс  | J1                  | 51    | 4    | 3                | 0                | -                   | -                   | 54    | 4     |
| 1996                | Урава Ред Даймондс  | J1                  | 24    | 3    | 4                | 0                | 12                  | 0                   | 40    | 3     |
| 1997                | Урава Ред Даймондс  | J1                  | 32    | 2    | 0                | 0                | 6                   | 0                   | 38    | 2     |
| Германия            | Германия            | Германия            | Лига  | Лига | Кубок Германии   | Кубок Германии   | Кубок немецкой лиги | Кубок немецкой лиги | Итого | Итого |
| 1997–98             | Карлсруэ            | Бундеслига          | 9     | 0    |                  |                  |                     |                     |       |       |
| 1998–99             | Карлсруэ            | Вторая Бундеслига   | 31    | 3    |                  |                  |                     |                     |       |       |
| Страна              | Германия            | Германия            | 511   | 49   |                  |                  |                     |                     |       |       |
| Страна              | Япония              | Япония              | 127   | 11   | 10               | 0                | 20                  | 0                   | 157   | 11    |
| Итого               | Итого               | Итого               | 638   | 60   |                  |                  |                     |                     |       |       |

### В сборной
| Сборная Германии | Сборная Германии | Сборная Германии |
| Год              | Матчи            | Голы             |
| ---------------- | ---------------- | ---------------- |
| 1984             | 3                | 0                |
| 1985             | 0                | 0                |
| 1986             | 7                | 0                |
| 1987             | 7                | 0                |
| 1988             | 6                | 0                |
| 1989             | 6                | 0                |
| 1990             | 12               | 0                |
| 1991             | 6                | 1                |
| 1992             | 13               | 1                |
| 1993             | 10               | 2                |
| 1994             | 6                | 0                |
| Total            | 76               | 4                |

### Тренерская карьера
| Команда            | Страна   | С               | До              | Статистика | Статистика | Статистика | Статистика | Статистика |
| Команда            | Страна   | С               | До              | И          | В          | П          | Н          | Побед %    |
| ------------------ | -------- | --------------- | --------------- | ---------- | ---------- | ---------- | ---------- | ---------- |
| Карлсруэ           | Германия | 16 октября 1999 | 24 октября 1999 | 2          | 0          | 0          | 2          | 0          |
| Урава Ред Даймондс | Япония   | 1 января 2004   | 31 декабря 2006 | 98         | 58         | 19         | 21         | 59.18      |
| Алеманния          | Германия | 1 июля 2007     | 26 ноября 2007  | 14         | 5          | 4          | 5          | 35.71      |
| Всего              | Всего    | Всего           | Всего           | 114        | 63         | 23         | 28         | 55.26      |